# Laski (gmina Babimost)
Laski – wieś w Polsce położona w województwie lubuskim, w powiecie zielonogórskim, w gminie Babimost.
W latach 1975–1998 miejscowość należała administracyjnie do województwa zielonogórskiego.
Według danych urzędu gminy Babimost sołectwo posiada powierzchnię 306,23 ha i 90 mieszkańców.

## Historia
Osada założona w XIV wieku jako folwark należący do królewszczyzny - starostwa babimojskiego pod nazwą Górny Folwark.
W okresie Wielkiego Księstwa Poznańskiego (1815-1848) miejscowość wzmiankowana jako folwark Laski należała do wsi mniejszych w ówczesnym powiecie babimojskim rejencji poznańskiej. Folwark Laski należał do babimojskiego okręgu policyjnego tego powiatu i stanowił część majątku Babimost zamek, którego właścicielem był Unruh. Według spisu urzędowego z 1837 roku folwark Laski liczył siedmiu mieszkańców, którzy zamieszkiwali jeden dym (domostwo).
W wyniku parcelacji przez niemiecką Komisję Kolonizacyjną w latach 1907-1910 powstała tu niemiecka kolonia. Po 1945 w granicach Polski i zasiedlona przez ludność napływową - głównie repatriantów. Przejściowo nosiła wówczas nazwę Górny Folwark. Polska nazwa Laski została formalnie nadana 12 lutego 1948 roku w miejsce niemieckiej nazwy Bergvorwerk.